# 국립고등문헌정보학학교
문헌정보과학 고등국립학교(프랑스어: École nationale supérieure des sciences de l'information et des bibliothèques)는 문헌정보 과학 부문에서 고등기관으로 프랑스의 공립 학교이다. 역사적으로는 프랑스 정부 고등 교육 연구부와 감독 하에 설립된 기관이다. 리옹 근교의 빌뢰르반에 위치하고 있다.

## 역사

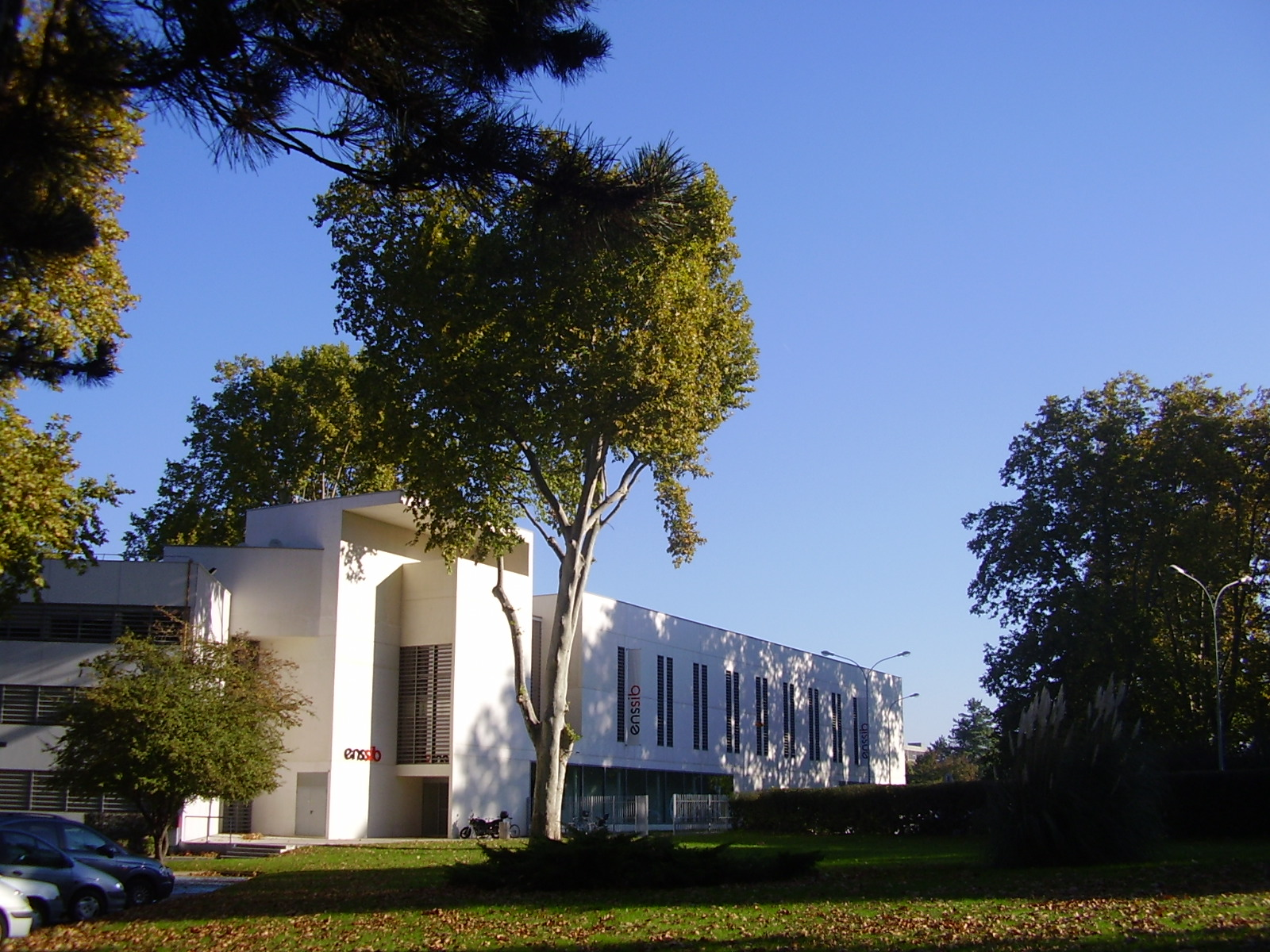
Enssib 건물 사진

도서관사서 고등국립학교(ENSB)는 문헌정보과학 고등국립학교의 조상으로 1963년 7월 12일 no.63-712 법령에 의해 공립 공무 행정 기관의 지위로 프랑스 국립도서관 내에 (건물번호 2, rue Louvois) 자리잡게 되었다. 당시 건물은 강당과 여러 교실로 이루어졌고, 현재는 음악 부서가 장소를 재사용하고 Massy의 공공 매스미디어 자료기관 "응용프로그램 도서관"으로 이용하고 있다. 이 학교는 1974년에 빌뢰르반으로 이전했다.

## 참조
- 국립 국토 연구소 (INET)